# Tizza Covi
Tizza Covi, (Bolzano, 6 de mayo de 1971) es una guionista, directora de cine y fotógrafa italiana.

## Biografía
Tizza Covi estudia fotografía en la Universidad de Arte y Diseño de Viena. Comenzó su carrera como fotógrafa independiente antes de fundar en 2002 la productora Vento Film  con Rainer Frimmel .
Apasionada por el mundo del circo, la cineasta se alió con el director Rainer Frimmel, conocido en la Escuela de Arte y Diseño de Viena, para congelar el universo en una primera producción Little Girl ( La Pivellina ). En 2009, la película fue seleccionada para la Quincena de Realizadores del Festival de Cine de Cannes, donde ganó el Premio Europa Cinema, antes de representar a Austria en los Oscar de 2011. Abandonada por su madre, la pequeña Asia acogida por Patty y su marido Walter, artistas de circo, descubre una nueva vida entre acróbatas, caravanas y animales 
En 2012, continuaron su escritura entre el documental, la improvisación y la ficción con el largometraje The Shine of Day (L'Eclat du jour). Presentada en estreno mundial en el Festival de Locarno, la película ganó el Leopardo de Plata al mejor actor para el actor alemán Walter Saabel. Walter, un artista de circo entonces sin trabajo, encuentra a su sobrino, Philipp, actor de teatro, en Hamburgo. L'Éclat du jour interroga al espectador sobre los vínculos entre el actor y su papel.
El dúo se reunió nuevamente en torno a los documentales Das Ist Alles en 2001, Babooska  en 2005 y The Photographer In Front Of The Camera estrenado en 2014.
En 2016, Tizza Covi y Rainer Frimmel continuaron su exploración de mundos marginales con el largometraje Mister Universo. Tairo, un joven domador de bestias en un pequeño circo ambulante, decide viajar a través de Italia en busca de Arthur Robin, también conocido como "el hombre más fuerte del mundo" y el único capaz de restaurar su fe en la suerte y el amor.
En 2020, realizaron el documental Aufzeichnungen aus der Unterwelt, en el que el cantante folk Kurt Girk y su amigo Alois Schmutzer fuman y hablan de sus ajetreadas vidas, marcadas por duras penas de prisión debido al " Stoss », un juego de cartas ilegal. La película ganó el premio al Mejor Documental en el Festival Internacional de Cine de Berlín.
Su nueva película de ficción Vera sobre la actriz Vera Gemma, hija de Giuliano Gemma, ganó el premio a Mejor Director y Mejor Actriz en la sección Orizzonti del Festival de Cine de Venecia 2022 .

## Filmografía

### Largometrajes
- 2009 : La Pivellina
- 2012 : L'Éclat du jour (Der Glanz des Tages)
- 2016 : Mister Universo
- 2022 : Vera, correalizado con Rainer Frimmel

### Documentales
- 2001 : Das Ist Alles
- 2005 : Babooska
- 2014 : Der Fotograf vor der Kamera (The Photographer in Front of the Camera)
- 2020 : Aufzeichnungen aus der Unterwelt

## Premios y distinciones
- 2022 : Premio a la mejor realización porVera en la Muestra de Venecia 2022
- 2020 : Premio al mejor documental por Aufzeichnungen aus der Unterwelt, Berlin International Film Festival
- 2020 : Mención especial del jurado por Aufzeichnungen aus der Unterwelt, Berlin International Film Festival
- 2020 : Premio Romy por Aufzeichnungen aus der Unterwelt, Romy Gala
- 2016 : Premio FIPRESCI por Mister Universo, Locarno International Film Festival
- 2016 : Premio de la película ExtraVALUE por Mister Universo, Viennale
- 2012 : Premio del Jurado - Mención especial por Der Glanz des Tages, Locarno International Film Festival
- 2012 : Ovide de plata por Der Glanz des Tages, Sulmonacinema Film Festiva
- 2012 : Premio Don Quijote por Der Glanz des Tages, Locarno International Film Festival
- 2011 : Golden Ciak por La Pivellina, Golden Ciak Awards
- 2010 : Premio a la Distribución por La Pivellina, IndieLisboa International Independent Film Festival
- 2010 : Premio a la mejor película por La Pivellina, Bimbi Belli Festival
- 2010 : Ruban de plata por La Pivellina, Italian National Syndicate of Film Journalists
- 2009 : Premio del público por La Pivellina, Valdivia International Film Festival
- 2009 : Premio a la mejor película por La Pivellina, Valdivia International Film Festival
- 2009 : Gran premio del jurado por La Pivellina, Bombay International Film Festival
- 2009 : Gran Premio Asturias por Prix  La Pivellina, Festival de Cine Internacional de Gijón
- 2009 : Label Europa Cinemas pour La Pivellina, Cannes Film Festival
- 2006 : Premio Wolfgang Staudte por Babooska, Berlin International Film Festival
- 2006 : Premio SCAM por Babooska, Cinéma du Réel